# Alexandros Papadimitriou
Alexandros Papadimitriou (Larissa, 18 giugno 1973) è un martellista greco.

## Biografia
Vincitore in carriera di una medaglia di bronzo ai campionati europei e di quattro medaglie nella Coppa Europa invernale di lanci.

## Palmarès
| Anno | Manifestazione          | Sede              | Evento              | Risultato | Misura  | Note |
| ---- | ----------------------- | ----------------- | ------------------- | --------- | ------- | ---- |
| 1991 | Europei juniores        | Salonicco         | Lancio del martello | 7º        | 62,62 m |      |
| 1992 | Mondiali juniores       | Seul              | Lancio del martello | 6º        | 66,96 m |      |
| 1996 | Olimpiadi               | Atlanta           | Lancio del martello | 16º       | 74,46 m |      |
| 1997 | Giochi del Mediterraneo | Bari              | Lancio del martello | 4º        | 75,70 m |      |
| 1999 | Universiadi             | Palma di Maiorca  | Lancio del martello | 7º        | 76,66 m |      |
| 2000 | Olimpiadi               | Sydney            | Lancio del martello | 12º       | 73,30 m |      |
| 2001 | Giochi del Mediterraneo | Radès             | Lancio del martello | Bronzo    | 76,98 m |      |
| 2002 | Europei                 | Monaco di Baviera | Lancio del martello | Bronzo    | 80,21 m |      |
| 2003 | Mondiali                | Parigi            | Lancio del martello | 8º        | 77,79 m |      |
| 2004 | Olimpiadi               | Atene             | Lancio del martello | 17º       | 75,55 m |      |
| 2005 | Giochi del Mediterraneo | Almería           | Lancio del martello | Argento   | 75,57 m |      |
| 2005 | Mondiali                | Helsinki          | Lancio del martello | 13º       | 74,99 m |      |
| 2007 | Mondiali                | Ōsaka             | Lancio del martello | 22º (q)   | 71,58 m |      |
| 2008 | Olimpiadi               | Pechino           | Lancio del martello | 18º       | 74,33 m |      |
| 2009 | Giochi del Mediterraneo | Pescara           | Lancio del martello | Bronzo    | 73,69 m |      |
| 2009 | Mondiali                | Berlino           | Lancio del martello | 23º       | 72,02 m |      |
| 2012 | Olimpiadi               | Londra            | Lancio del martello | 34º       | 67,19 m |      |